# Schizocosa puebla
Schizocosa puebla är en spindelart som beskrevs av Chamberlin 1925. Schizocosa puebla ingår i släktet Schizocosa och familjen vargspindlar. Inga underarter finns listade i Catalogue of Life.